# José María Cantú Garza
José María Cantú Garza (Reynosa, 13 de diciembre de 1938-Buenos Aires, 12 de noviembre de 2007) fue un médico e investigador genético mexicano.

## Biografía
Cantú nació en Reynosa, Tamaulipas en 1938 pero fue registrado en Monterrey, Nuevo León. Es Licenciado en Medicina por la Universidad Nacional Autónoma de México (UNAM, 1965) y Doctor en Genética Humana por la Universidad de París I.
Trabajó como profesor en la Universidad de Guadalajara y se desempeñó como jefe de la División de Genética del Instituto Mexicano del Seguro Social (IMSS). Publicó alrededor de 400 artículos y 80 capítulos de libros.

## Reconocimientos
Fue miembro de la Academia Mexicana de Ciencias, del Comité de Ética del Proyecto Genoma Humano y colaboró con la Secretaría de Salud de Argentina.
En sus últimos años residió en América del Sur, donde fue miembro de la Fundación Nacional de Ciencias de Uruguay (CONICYT). Fue presidente de varias asociaciones mexicanas y latinoamericanas y de la International Federation of Human Genetics Society (IFHGS).
Cantú Garza fue condecorado doctor honoris causa por la Universidad Ricardo Palma de Lima. En 2007 fue nombrado Investigador Emérito por la Fundación Nacional de Ciencias de México.
Un hospital en Reynosa, Tamaulipas, también lleva su nombre.